# ثلاثية فارس الظلام
ثلاثية فارس الظلام (بالإنجليزية: The Dark Knight Trilogy)‏ هي ثلاثية أفلام بطل خارق مبنية على شخصية القصص المصورة باتمان. الثلاثية مكونة بداية باتمان (2005) وفارس الظلام (2008) ونهوض فارس الظلام (2012).
بعد فشل باتمان وروبن (1997) على الصعيد النقدي وتحقيقه أرباحاً قليلة في شباك التذاكر، قررت وارنر برذرز إعادة إنتاج كاملة للسلسلة السينمائية. الثلاثية من بطولة كريستيان بيل بدور بروس واين/باتمان ومايكل كين بدور ألفريد بيني وورث وغاري أولدمان بدور جيمس غوردون ومورغان فريمان بدور لوسيوس فوكس. جميع الأفلام الثلاثة من إخراج وكتابة وإنتاج كريستوفر نولان.
كل فيلم في الثلاثية حقق نجاحاً في شباك التذاكر، خصوصاً الفيلم الثاني والثالث، حيث ربح كل واحد منهما أكثر من مليار دولار حول العالم. السلسلة تعدّ تحسن ضخم عن باقي أفلام باتمان السابقة، فضلاً عن ذلك، تلقت إشادة كبيرة من معظم النقاد والجمهور على حد سواء، حيث مدح الأسلوب الإخراجي لكريستوفر نولان وأداء طاقم التمثيل الرئيسي وعمق القصة ومواضيعها وكون الفيلم مرتكز أكثر على الواقع وأكثر قتامة في الأسلوب، والتخلص من بعض ابتذلات الأبطال الخارقين وتجديد مادة المصدر (باتمان) والتركيز على بروس واين كشخصية مركزية، والأستخدام الكبير للتأثيرات العملية فوق التأثيرات الرقمية، وكونها عبارة عن قصة كاملة. الثلاثية الثلاثية أثرت تأثيرًا كبيرًا على أفلام الأبطال الخارقين وتعدّ واحدة من أفضل الثلاثيات على الإطلاق. بسبب أن الثلاثية قصة منفردة. وكذلك بسبب أن الثلاثية هي سلسلة قائمة بذاتها، شخصية باتمان تم إعادة إنتاجهامن جديد في عالم دي سي السينمائي المشترك بدءً من باتمان ضد سوبرمان : فجر العدالة في 2016.